# Gaio Papio Mutilo
Gaio Papio Mutilo (in lingua osca: Gaavis Paapiís Mutíl; in latino: Gaius Papius Mutilus; Sannio, ... – Roma, ca. 80 a.C.) è stato un condottiero e generale sannita, nonché Embratur dei Sanniti appartenente al popolo dei Pentri. Fu uno dei due comandanti (insieme a Quinto Poppedio Silone) in capo degli Italici ribelli nella Guerra sociale contro Roma.

## Biografia
Gaio Papio Mutilo guidò le forze militari sannite in occasione della rivolta italica contro i romani del 90-91 a.C.. Egli era uno dei due consoli dell'unione italica, assieme a Quinto Poppedio Silone. Il cronista Appiano di Alessandria lo descrive come uno dei generali con poteri illimitati sopra l'esercito alleato; Gaio Velleio Patercolo lo definisce il condottiero più in vista degli italici. Diverse coniazioni dell'unione italica recano il nome di Gaio Papio.
Agli inizi del conflitto Gaio Papio operò con successo contro i romani in Campania. Grazie ad uno stratagemma catturò Nola, incorporando la guarnigione locale nel suo esercito. Gli ufficiali romani che rifiutarono di passare al nemico vennero lasciati morire di inedia; il pretore Lucio Postumio venne anch'egli ucciso. Mutilo fu in grado di porre sotto il suo controllo diverse altre città, conquistandole militarmente o inducendole a sottomettersi senza spargimento di sangue. Il console romano Lucio Giulio Cesare venne inviato a soccorso della città di Acerra, sotto assedio da parte di Mutilo. Egli poteva contare su un forte contingente di cavalleria numida; Mutilo quindi astutamente mostrò loro il principe Oxinte (figlio di Giugurta, re dei Numidi, Oxinte era stato inviato al confino dai romani nella città di Venusia e si era unito ai ribelli) vestito con un abito regale, in un tentativo di indurre tali forze a disertare. Nonostante ciò l'attacco sannita al campo romano fu fallimentare; dopo aver subito gravi perdite gli italici vennero costretti a ritirarsi. Tale episodio fu la prima seria sconfitta degli italici nella guerra sociale.
Nell'89 a.C. Gaio Papio non riuscì a contrastare l'avanzata di Lucio Cornelio Silla nel Sannio. Sconfitto in battaglia e ferito riparò ad Isernia. Nelle successive lotte intestine tra i romani Mutilo appoggiò il partito mariano, assieme a diversi esponenti italici di spicco. È possibile che Mutilo ottenne la cittadinanza romana. La fazione mariana venne tuttavia sconfitta da Silla nell'82 a.C. e Gaio Papio divenne una delle vittime del periodo del terrore scatenato da Silla. La sua morte viene descritta da Tito Livio, che colloca tale evento nell'80 a.C.. Sottoposto a proscrizione Mutilo si suicidò sulla soglia dell'abitazione della moglie.
È plausibile che personaggi appartenenti alla famiglia di Gaio Papio Mutilo si siano successivamente trasferiti a Roma ottenendo la cittadinanza romana. Uno di questi potrebbe essere stato Marco Papio Mutilo, console suffetto nel 9 d.C..

### Fonti antiche
- Appiano di Alessandria, Historia Romana (Ῥωμαϊκά).
- Tito Livio, Periochae ab Urbe condita
- Velleio Patercolo, Historiae romanae ad M. Vinicium libri duo